# Zerain
Zerain é um município da Espanha na província de Guipúscoa, comunidade autónoma do País Basco, de área 10,37 km² com população de 248 habitantes (2007) e densidade populacional de 24,08 hab/km².

## Demografia
| Variação demográfica do município entre 1991 e 2004 | Variação demográfica do município entre 1991 e 2004 | Variação demográfica do município entre 1991 e 2004 | Variação demográfica do município entre 1991 e 2004 |
| --------------------------------------------------- | --------------------------------------------------- | --------------------------------------------------- | --------------------------------------------------- |
| 1991                                                | 1996                                                | 2001                                                | 2004                                                |
| 227                                                 | 233                                                 | 254                                                 | 249                                                 |